# Ictidomys parvidens
Ictidomys parvidens — вид ссавців родини вивіркових (Sciuridae). Він зустрічається на південному заході США (Техас і Нью-Мексико) та на північному сході Мексики.

## Таксономія та систематика
Раніше ховрах Ріо-Гранде вважався підвидом Ictidomys mexicanus і, разом з іншими видами роду Ictidomys, класифікувався у набагато більшому роді Spermophilus, доки секвенування ДНК гена цитохрому b не показало, що ця група є парафілетичною до лугових собачок та бабаків, і тому більше не може бути збережена як окремий рід. У результаті Ictidomys зараз вважається самостійним родом.